# Feliniopsis connivens
Feliniopsis connivens är en fjärilsart som beskrevs av Felder 1874. Feliniopsis connivens ingår i släktet Feliniopsis och familjen nattflyn. Inga underarter finns listade i Catalogue of Life.